# ليو روث
ليو روث (بالعبرية: ליאו רוט‏) هو رسام إسرائيلي، ولد في 17 مايو 1914 في غاليسيا في أوكرانيا، وتوفي في 25 ديسمبر 2002 في Afikim ‏ في إسرائيل.